# زبر و زرنگ‌ها! قسمت دوم
زبر و زرنگ‌ها! قسمت دوم (انگلیسی: Hot Shots! Part Deux) یک فیلم در ژانر نقیضه به کارگردانی جیم آبراهامز و دنباله‌ای برای فیلم زبر و زرنگ‌ها! است که در سال ۱۹۹۳ منتشر شد.

## بازیگران
- چارلی شین
- لوید بریجز
- والریا گولینو
- ریچارد کرنا
- برندا باکی
- میگل فرر
- رایان استایلز
- روآن اتکینسون
- مارتین شین
- میچل رایان
- آندراس کاتسولاس
- کلاید کوساتسو
- شان توب
- گرگوری سیرا